# Composto (fertilizante)

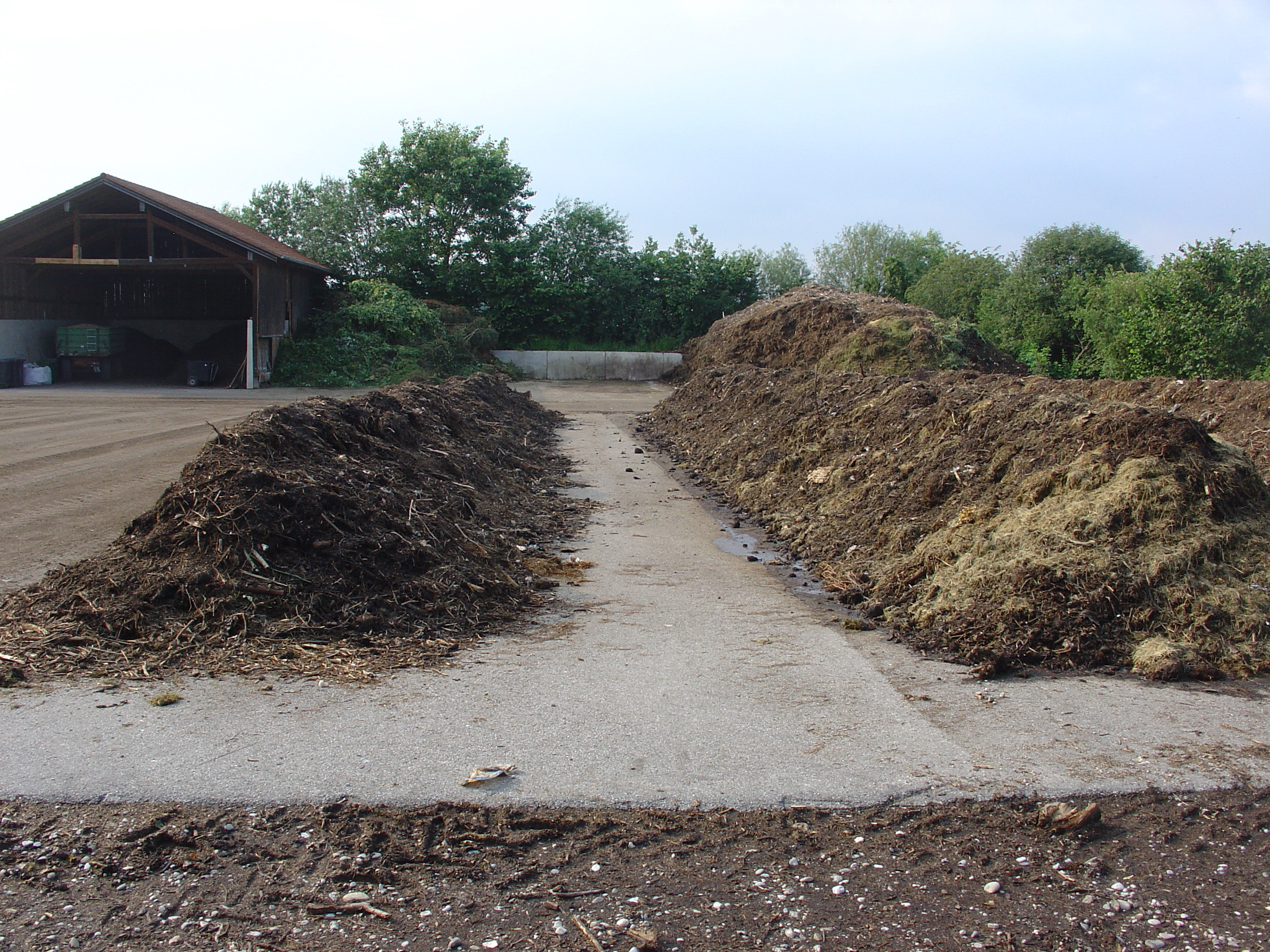
Compostagem em nível comunitário em uma área rural na Alemanha.

O composto é uma mistura de ingredientes usada como fertilizante para plantas e para melhorar as propriedades físicas, químicas e biológicas do solo. É comumente preparado pela decomposição de resíduos de plantas e alimentos, reciclagem de materiais orgânicos e esterco. A mistura resultante é rica em nutrientes para as plantas e organismos benéficos, como bactérias, protozoários, nematóides e fungos. O composto melhora a fertilidade do solo em jardins, paisagismo, horticultura, agricultura urbana e agricultura orgânica, reduzindo a dependência de fertilizantes químicos comerciais. Os benefícios do composto incluem o fornecimento de nutrientes para as plantações como fertilizante, a atuação como condicionador do solo, o aumento do conteúdo de húmus ou ácido húmico do solo e a introdução de micróbios benéficos que ajudam a suprimir patógenos no solo e a reduzir as doenças transmitidas pelo solo.
No nível mais simples, a compostagem requer a coleta de uma mistura de matéria verde (verdes) e matéria seca (marrons). Verdes são materiais ricos em nitrogênio, como folhas, grama e restos de alimentos. Marrons são materiais lenhosos ricos em carbono, como talos, papel e lascas de madeira. Os materiais se decompõem em húmus em um processo que leva meses. A compostagem pode ser um processo de várias etapas, monitorado de perto, com entradas medidas de água, ar e materiais ricos em carbono e nitrogênio. O processo de decomposição é auxiliado pela trituração da matéria vegetal, pela adição de água e pela garantia de aeração adequada, girando regularmente a mistura em um processo que utiliza pilhas abertas ou "leiras". Fungos, minhocas e outros detritívoros quebram ainda mais o material orgânico. As bactérias e os fungos aeróbicos gerenciam o processo químico convertendo os insumos em calor, dióxido de carbono e íons de amônia.

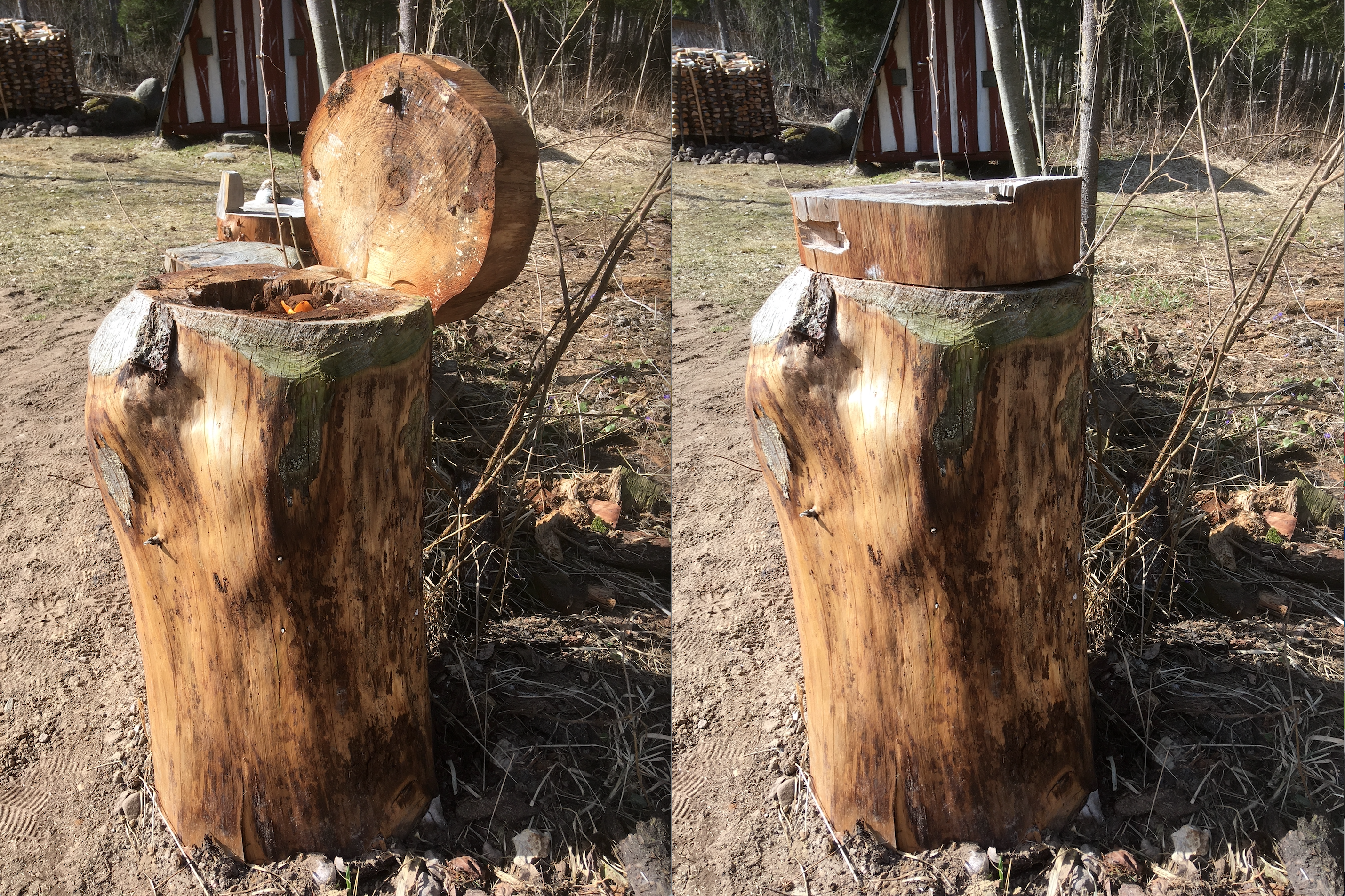
Composteira feita de um tronco oco

A compostagem é uma parte importante do gerenciamento de resíduos, pois os alimentos e outros materiais compostáveis representam cerca de 20% dos resíduos em aterros sanitários e, devido às condições anaeróbicas, esses materiais levam mais tempo para se biodegradar no aterro sanitário. A compostagem oferece uma alternativa ambientalmente superior ao uso de material orgânico em aterros sanitários, pois reduz as emissões de metano devido às condições anaeróbicas e oferece co-benefícios econômicos e ambientais. Por exemplo, o composto também pode ser usado para recuperação de terras e córregos, construção de áreas úmidas e cobertura de aterros sanitários.

## Fundamentos

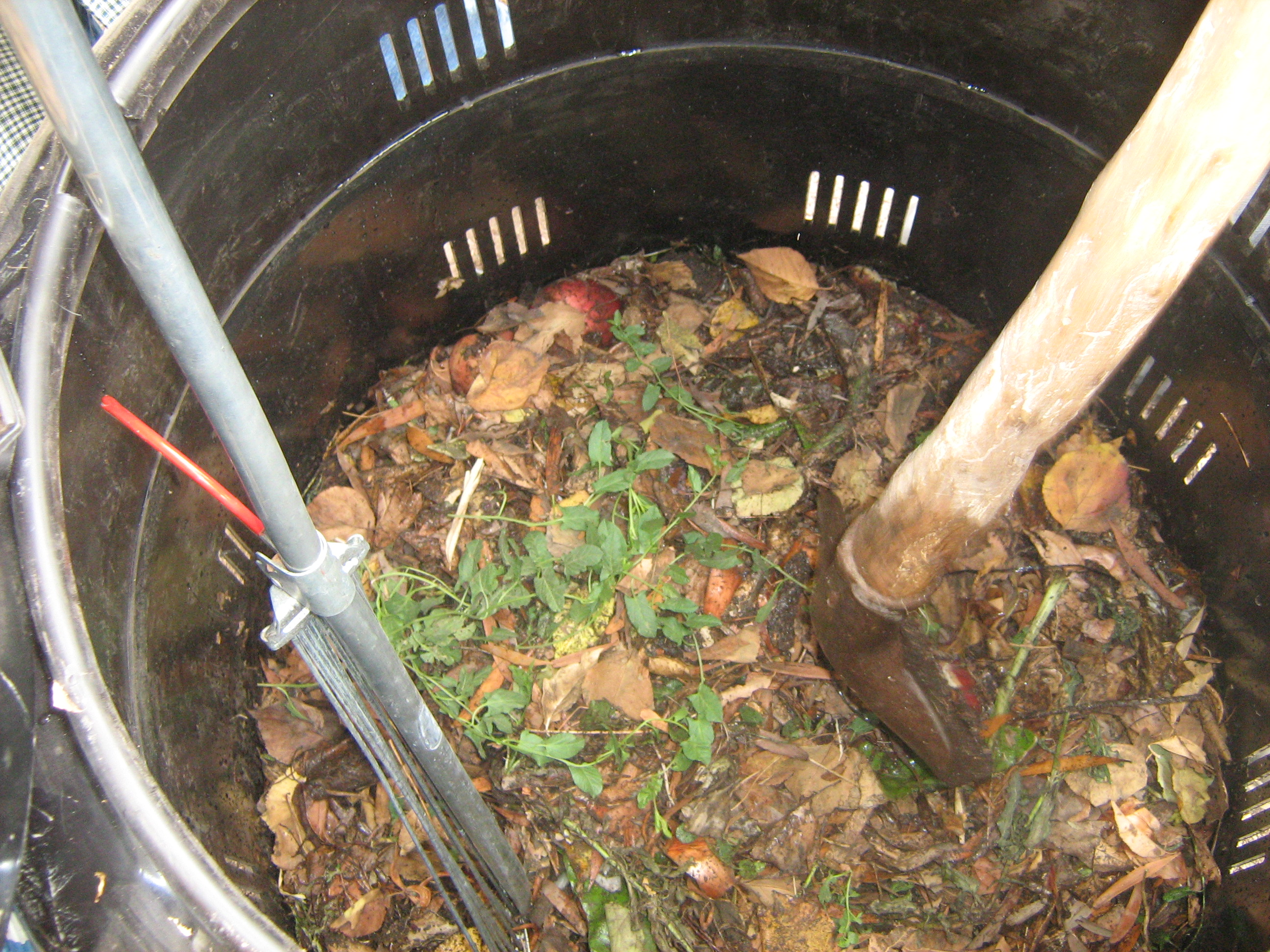
Barril de compostagem doméstico

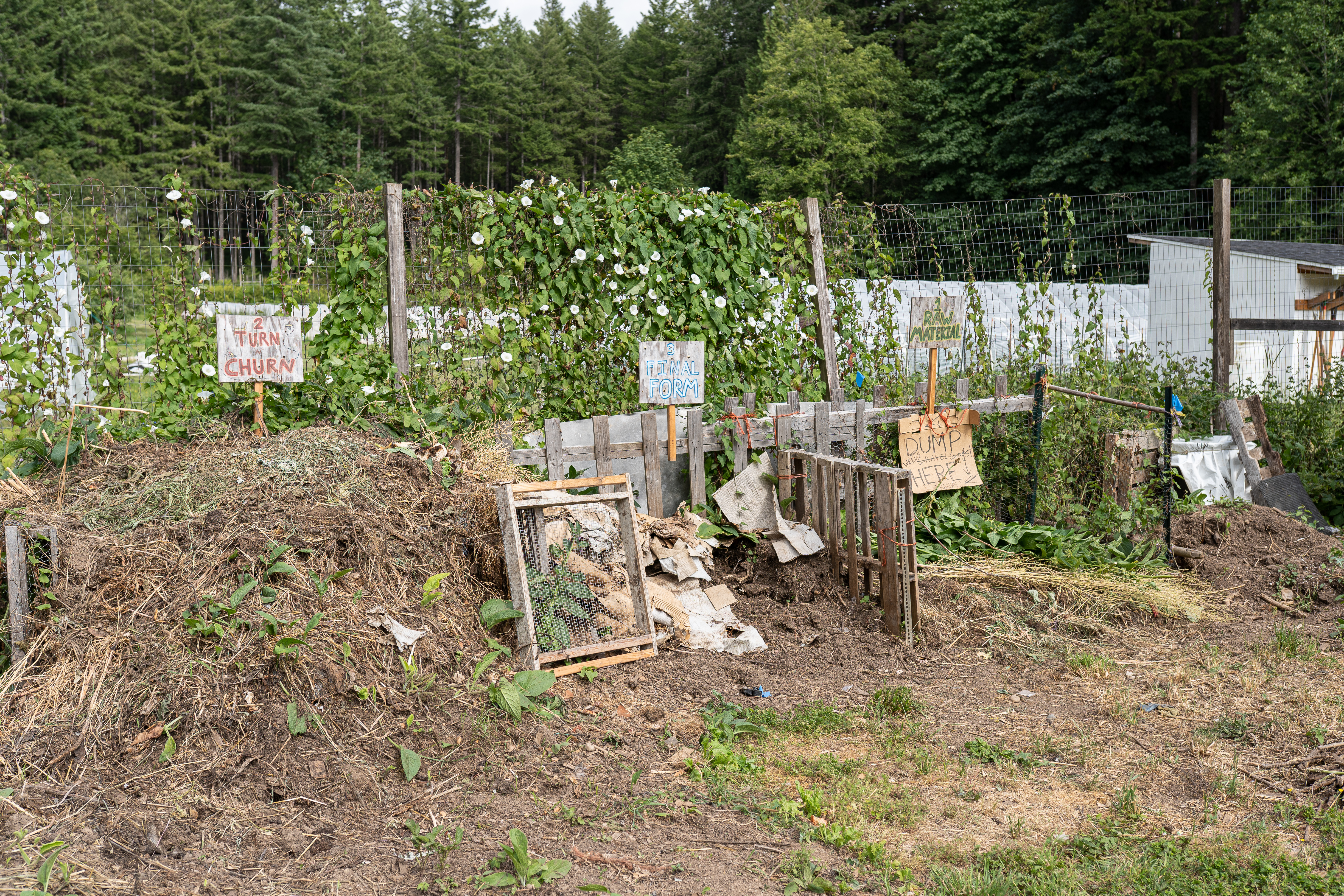
Caixas de compostagem na fazenda orgânica da Evergreen State College, em Washington

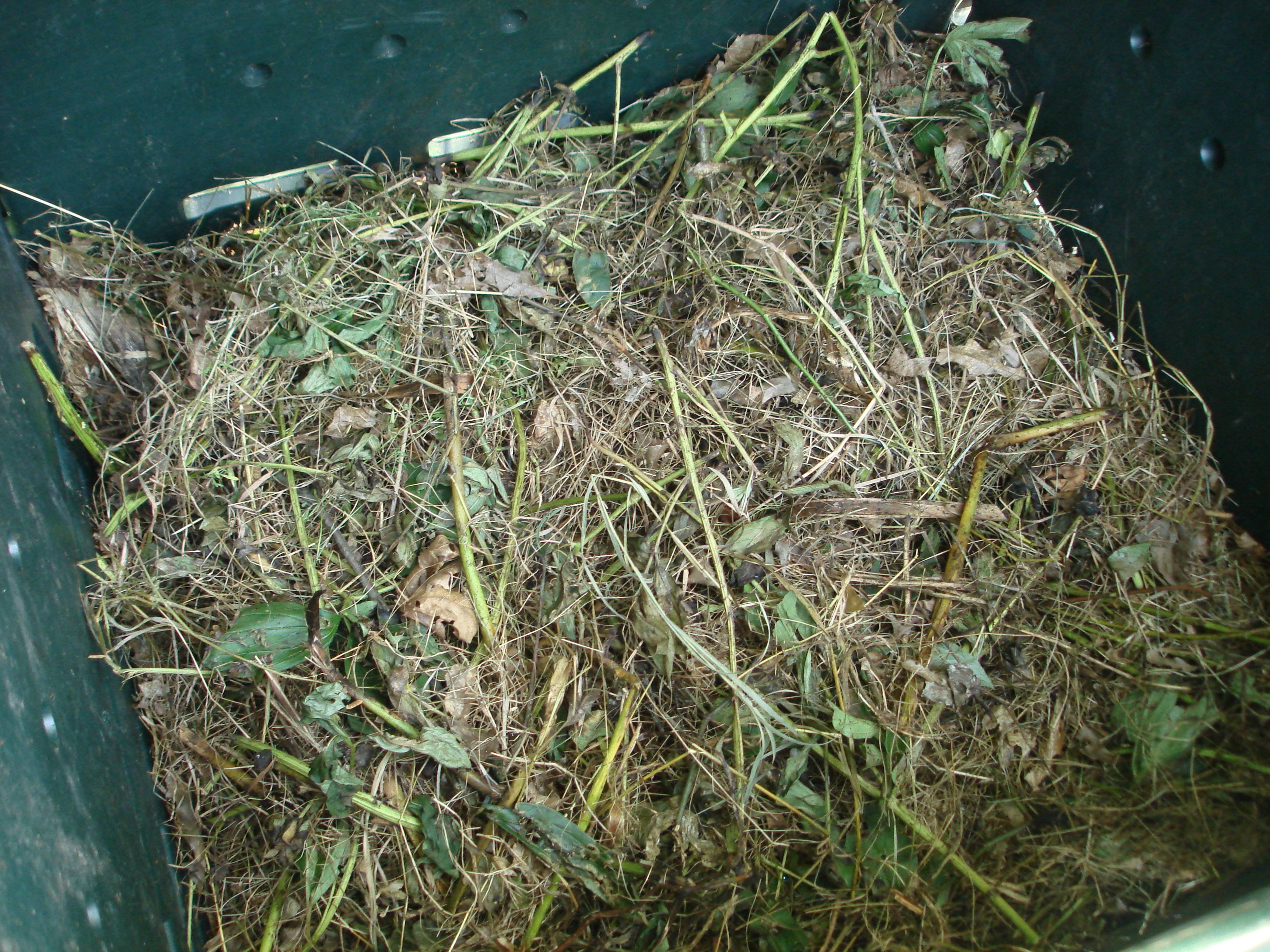
Materiais em uma pilha de compostagem

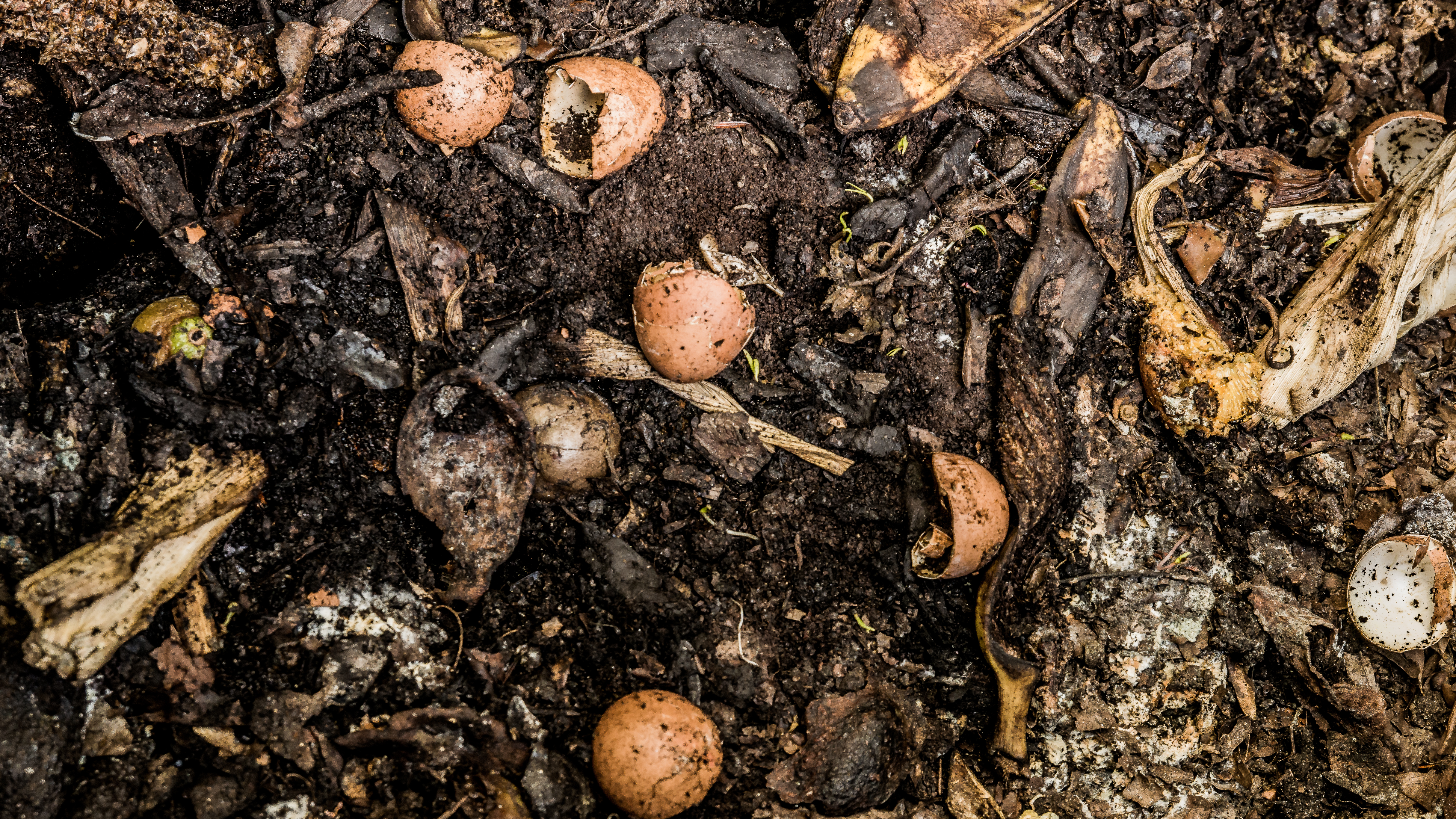
Pilha de compostagem de restos de alimentos

A compostagem é um método aeróbico de decomposição de resíduos sólidos orgânicos, portanto, pode ser usada para reciclar materiais orgânicos. O processo envolve a decomposição de material orgânico em um material semelhante ao húmus, conhecido como composto, que é um bom fertilizante para as plantas.
Os organismos de compostagem precisam de quatro ingredientes igualmente importantes para funcionar de forma eficaz:
- O carbono é necessário para a energia; a oxidação microbiana do carbono produz o calor necessário para outras partes do processo de compostagem.[3] Materiais com alto teor de carbono tendem a ser marrons e secos.[1][3]
- O nitrogênio é necessário para o crescimento e a reprodução de mais organismos para oxidar o carbono.[3] Os materiais com alto teor de nitrogênio tendem a ser verdes[1] e úmidos.[3] Eles também podem incluir frutas e vegetais coloridos.[1]
- O oxigênio é necessário para oxidar o carbono, o processo de decomposição.[3] As bactérias aeróbicas precisam de níveis de oxigênio acima de 5% para realizar os processos necessários para a compostagem.[3]
- A água é necessária nas quantidades certas para manter a atividade sem causar condições anaeróbicas locais.[1][3]

Certas proporções desses materiais permitem que os microrganismos trabalhem em um ritmo que aquecerá a pilha de compostagem. O gerenciamento ativo da pilha (por exemplo, revirar a pilha de composto) é necessário para manter oxigênio suficiente e o nível de umidade correto. O equilíbrio ar/água é essencial para manter as altas temperaturas de 54 a 71 °C até que os materiais sejam decompostos.
A compostagem é mais eficiente com uma proporção de carbono para nitrogênio de cerca de 25:1. A compostagem a quente concentra-se na retenção de calor para aumentar a taxa de decomposição, produzindo assim o composto mais rapidamente. A compostagem rápida é favorecida por uma proporção de carbono para nitrogênio de cerca de 30 unidades de carbono ou menos. Acima de 30, o substrato é carente de nitrogênio. Abaixo de 15, é provável que uma parte do nitrogênio seja liberada na forma de amônia.
Quase todos os materiais vegetais e animais mortos têm carbono e nitrogênio em diferentes quantidades. As aparas de grama frescas têm uma proporção média de cerca de 15:1 e as folhas secas, cerca de 50:1, dependendo da espécie. A compostagem é um processo contínuo e dinâmico; é importante adicionar novas fontes de carbono e nitrogênio de forma consistente, bem como um gerenciamento ativo.

### Organismos
Os organismos podem decompor a matéria orgânica no composto se receberem a mistura correta de água, oxigênio, carbono e nitrogênio. Eles se enquadram em duas categorias amplas: decompositores químicos, que realizam processos químicos nos resíduos orgânicos, e decompositores físicos, que processam os resíduos em pedaços menores por meio de métodos como trituração, rasgo, mastigação e digestão.

#### Decompositores químicos
- As bactérias são os mais abundantes e importantes de todos os microrganismos encontrados no composto.[3] As bactérias processam carbono e nitrogênio e excretam nutrientes disponíveis para as plantas, como nitrogênio, fósforo e magnésio.[3] Dependendo da fase da compostagem, as bactérias mesofílicas ou termofílicas podem ser as mais proeminentes.
  - As bactérias mesofílicas levam o composto ao estágio termofílico por meio da oxidação do material orgânico.[3] Depois disso, elas o curam, o que torna o composto fresco mais biodisponível para as plantas.[3][13]
  - As bactérias termofílicas não se reproduzem e não são ativas entre -5 e 25 °C,[14] mas são encontradas em todo o solo. Elas se ativam quando as bactérias mesofílicas começam a decompor a matéria orgânica e aumentam a temperatura até sua faixa ideal.[13] Foi demonstrado que elas entram nos solos por meio da água da chuva.[13] Elas estão presentes de forma tão ampla devido a muitos fatores, incluindo a resistência de seus esporos.[15] As bactérias termofílicas se desenvolvem em temperaturas mais altas, atingindo 40-60 °C em misturas típicas. As operações de compostagem em larga escala, como a compostagem em leiras, podem exceder essa temperatura, possivelmente matando os microrganismos benéficos do solo e também pasteurizando os resíduos.[13]
  - Os Actinomycetota são necessários para quebrar produtos de papel, como jornal, casca de árvore etc., e outras moléculas grandes, como lignina e celulose, que são mais difíceis de decompor.[3] O "cheiro agradável e terroso do composto" é atribuído aos Actinomycetota.[3] Eles disponibilizam nutrientes de carbono, amônia e nitrogênio para as plantas.[3]
- Os fungos, como bolores e leveduras, ajudam a quebrar materiais que as bactérias não conseguem, especialmente a celulose e a lignina em materiais lenhosos.[3]
- Os protozoários contribuem para a biodegradação da matéria orgânica e consomem bactérias inativas, fungos e partículas de microrganismos.[15]

#### Decompositores físicos
- As formigas criam ninhos, tornando o solo mais poroso e transportando nutrientes para diferentes áreas do composto.
- Os besouros, como larvas, alimentam-se de vegetais em decomposição.[3]
- As minhocas ingerem o material parcialmente compostado e excretam os excrementos das minhocas,[3] disponibilizando nitrogênio, cálcio, fósforo e magnésio para as plantas.[3] Os túneis que elas criam à medida que se movem pelo composto também aumentam a aeração e a drenagem.[3]
- As moscas se alimentam de quase todo material orgânico e colocam bactérias no composto.[3] Sua população é mantida sob controle pelos ácaros e pelas temperaturas termofílicas, que não são adequadas para as larvas das moscas.[3]
- Os diplópodes decompõem o material vegetal.[3]
- Os rotíferos se alimentam de partículas de plantas.[3]
- Caracóis e lesmas se alimentam de material vegetal vivo ou fresco.[3] Eles devem ser removidos do composto antes do uso, pois podem danificar as plantas e as plantações.[3]
- Os tatus-bola se alimentam de madeira apodrecida e vegetação em decomposição.[3]
- Os colêmbolos se alimentam de fungos, bolores e plantas em decomposição.[3]

### Fases da compostagem

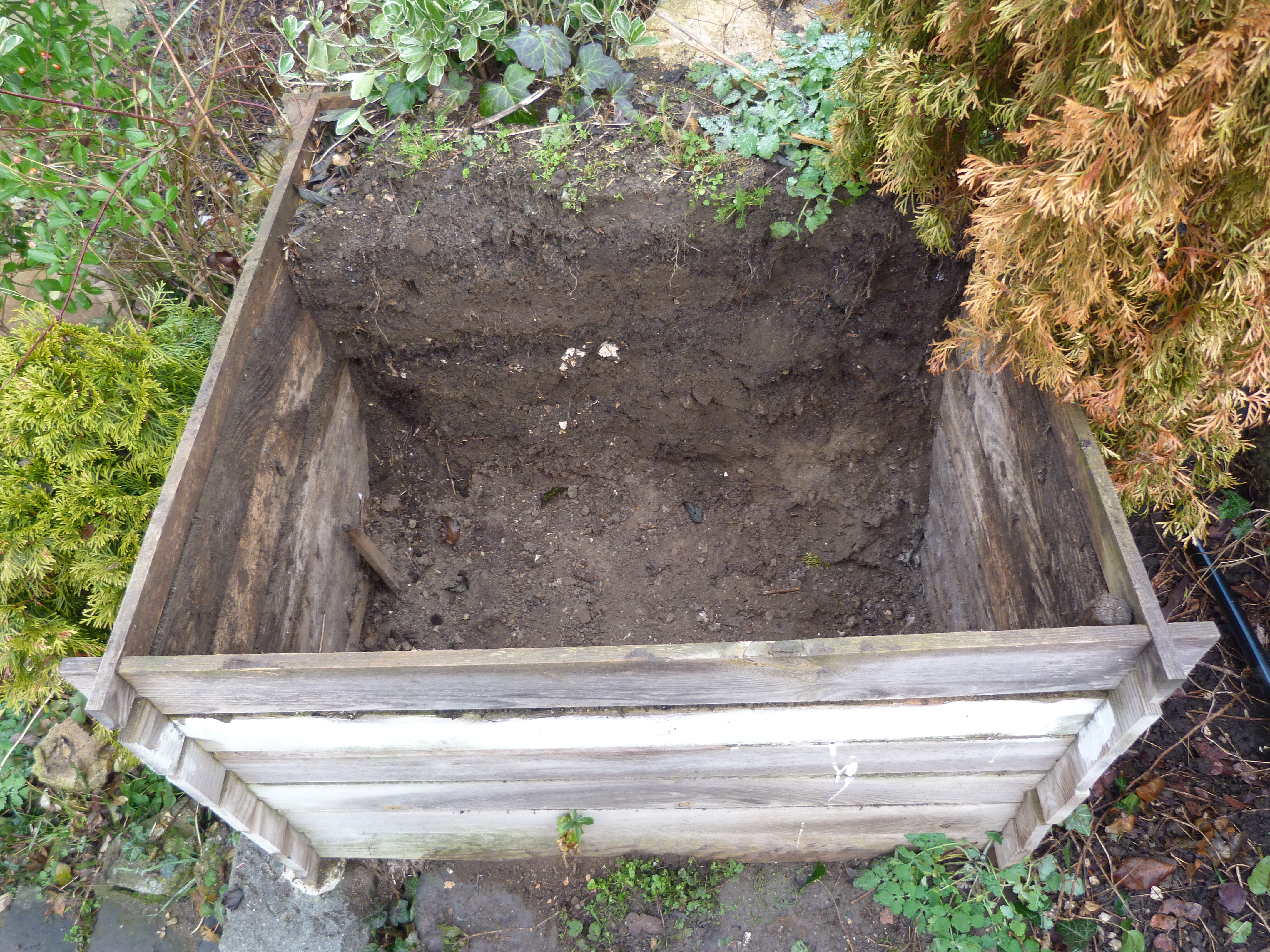
Composto doméstico com três anos de idade

Em condições ideais, a compostagem passa por três fases principais:
1. Fase mesofílica: A fase inicial, mesofílica, é quando a decomposição é realizada sob temperaturas moderadas por microrganismos mesofílicos.
2. Fase termofílica: Com o aumento da temperatura, inicia-se uma segunda fase, a fase termofílica, na qual várias bactérias termofílicas realizam a decomposição em temperaturas mais altas (50 a 60 °C).
3. Fase de maturação: À medida que o suprimento de compostos de alta energia diminui, a temperatura começa a diminuir, e as bactérias mesófilas voltam a predominar na fase de maturação.

### Compostagem quente e fria - impacto no tempo
O tempo necessário para compostar o material está relacionado ao volume do material, ao tamanho das partículas dos insumos (por exemplo, lascas de madeira se decompõem mais rapidamente do que galhos) e à quantidade de mistura e aeração. Em geral, pilhas maiores atingem temperaturas mais altas e permanecem em um estágio termofílico por dias ou semanas. Esse modelo é o de compostagem quente ou termofílica e é o método usual para instalações municipais de grande escala e operações agrícolas.
O método de Berkeley produz composto acabado em 18 dias. Ele exige a montagem de pelo menos 1 metro cúbico de material no início e precisa ser revolvido a cada dois dias após uma fase inicial de quatro dias. Esses processos curtos envolvem algumas mudanças nos métodos tradicionais, incluindo tamanhos de partículas menores e mais homogeneizados nos materiais de entrada, controle da relação carbono/nitrogênio (C:N) em 30:1 ou menos e monitoramento cuidadoso do nível de umidade.
A compostagem a frio é um processo mais lento que pode levar até um ano para ser concluído. Ela resulta de pilhas menores, incluindo muitas pilhas de compostagem residenciais que recebem pequenas quantidades de resíduos de cozinha e jardim durante longos períodos. As pilhas com menos de 1 metro cúbico (35 pés cúbicos) tendem a não atingir e manter altas temperaturas. O revolvimento não é necessário com a compostagem a frio, embora exista o risco de que partes da pilha se tornem anaeróbicas ao ficarem compactadas ou encharcadas.

### Remoção de patógenos
A compostagem pode destruir alguns patógenos e sementes ao atingir temperaturas acima de 50 °C. Lidar com o composto estabilizado, ou seja, material compostado no qual os microrganismos terminaram de digerir a matéria orgânica e a temperatura atingiu entre 50 e 70 °C, representa um risco muito pequeno, pois essas temperaturas matam os patógenos e até mesmo inviabilizam os oocistos. A temperatura na qual um patógeno morre depende do patógeno, do tempo em que a temperatura é mantida (segundos a semanas) e do pH.
Descobriu-se que os produtos de compostagem, como chá de compostagem e extratos de compostagem, têm um efeito inibitório sobre Fusarium oxysporum, espécies de Rhizoctonia e Pythium debaryanum, patógenos de plantas que podem causar doenças nas culturas. Os chás de compostagem aerados são mais eficazes do que os extratos de compostagem. A microbiota e as enzimas presentes nos extratos de composto também têm um efeito supressor sobre os patógenos fúngicos das plantas. O composto é uma boa fonte de agentes de biocontrole, como Bacillus subtilis, B. licheniformis e P. chrysogenum, que combatem os patógenos das plantas. A esterilização do composto, do chá de composto ou dos extratos de composto reduz o efeito da supressão de patógenos.

### Doenças que podem ser contraídas pelo manuseio do composto
Ao revirar o composto que não passou por fases em que foram atingidas temperaturas acima de 50 °C, deve-se usar uma máscara bucal e luvas para se proteger de doenças que podem ser contraídas pelo manuseio do composto, incluindo:
- Aspergilose
- Pulmão de fazendeiro
- Histoplasmose - um fungo que cresce no guano e nas fezes de pássaros
- Doença dos legionários
- Paroníquia - infecção ao redor das unhas das mãos e dos pés
- Tétano - uma doença do sistema nervoso central

Os oócitos são inviabilizados por temperaturas acima de 50 °C.

## Benefícios ambientais
A compostagem em casa reduz a quantidade de resíduos verdes que são transportados para lixões ou instalações de compostagem. O volume reduzido de materiais coletados por caminhões resulta em menos viagens, o que, por sua vez, reduz as emissões gerais da frota de gerenciamento de resíduos.

## Materiais que podem ser compostados
As fontes potenciais de materiais compostáveis, ou matérias-primas, incluem fluxos de resíduos residenciais, agrícolas e comerciais. Os resíduos residenciais de alimentos ou do quintal podem ser compostados em casa, ou coletados para inclusão em uma instalação de compostagem municipal de grande escala. Em algumas regiões, eles também podem ser incluídos em um projeto de compostagem local ou de bairro.

### Resíduos sólidos orgânicos

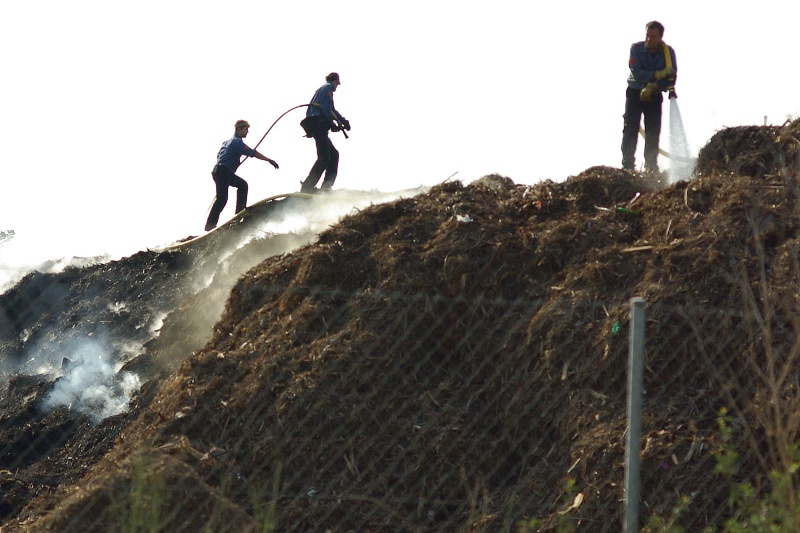
Uma grande pilha de compostagem está fumegando com o calor gerado por microorganismos termofílicos

As duas categorias mais amplas de resíduos sólidos orgânicos são os verdes e os marrons. Os resíduos verdes são geralmente considerados uma fonte de nitrogênio e incluem resíduos de alimentos pré e pós-consumo, aparas de grama, aparas de jardim e folhas frescas. Carcaças de animais, animais atropelados e resíduos de açougue também podem ser compostados e são considerados fontes de nitrogênio.
Os resíduos secos ou marrons são uma fonte de carbono. Exemplos típicos são vegetação seca e material lenhoso, como folhas caídas, palha, lascas de madeira, galhos, troncos, agulhas de pinheiro, serragem e cinzas de madeira, mas não cinzas de carvão. Produtos derivados da madeira, como papel e papelão, também são considerados fontes de carbono.

### Estrume e cama de animais
Em muitas fazendas, os ingredientes básicos da compostagem são o esterco animal gerado na fazenda como fonte de nitrogênio e a cama como fonte de carbono. Palha e serragem são materiais de cama comuns. Materiais de cama não tradicionais também são usados, incluindo jornal e papelão picado. A quantidade de esterco compostado em uma fazenda de gado é geralmente determinada pelos cronogramas de limpeza, disponibilidade de terra e condições climáticas. Cada tipo de esterco tem suas próprias características físicas, químicas e biológicas. O esterco de gado e de cavalo, quando misturado com a cama, possui boas qualidades para a compostagem. O esterco de suínos, que é muito úmido e geralmente não é misturado com material de cama, deve ser misturado com palha ou matérias-primas semelhantes. O esterco de aves deve ser misturado com materiais com alto teor de carbono e baixo teor de nitrogênio.

### Excrementos humanos
A excreta humana, às vezes chamada de "esterco humano" no contexto da compostagem, pode ser adicionada como um insumo ao processo de compostagem, pois é um material orgânico rico em nutrientes. O nitrogênio, que serve como bloco de construção de aminoácidos importantes para as plantas, é encontrado nos resíduos humanos sólidos. O fósforo, que ajuda as plantas a converter a luz solar em energia na forma de ATP, pode ser encontrado nos resíduos humanos líquidos.
Os resíduos humanos sólidos podem ser coletados diretamente em banheiros de compostagem ou indiretamente na forma de lodo de esgoto, depois de passarem por tratamento em uma estação de tratamento de esgoto. Ambos os processos exigem um projeto adequado, pois os possíveis riscos à saúde precisam ser gerenciados. No caso da compostagem doméstica, uma grande variedade de microrganismos, incluindo bactérias, vírus e vermes parasitas, pode estar presente nas fezes, e o processamento inadequado pode representar riscos significativos à saúde. No caso de grandes instalações de tratamento de esgoto que coletam águas residuais de diversas fontes residenciais, comerciais e industriais, há considerações adicionais. O lodo de esgoto compostado, chamado de biossólido, pode estar contaminado com diversos metais e compostos farmacêuticos. O processamento insuficiente do biossólido também pode causar problemas quando o material é aplicado na terra.
A urina pode ser colocada em pilhas de compostagem ou usada diretamente como fertilizante. A adição de urina ao composto pode aumentar a temperatura e, portanto, sua capacidade de destruir patógenos e sementes indesejadas. Ao contrário das fezes, a urina não atrai moscas transmissoras de doenças (como moscas domésticas ou moscas varejeiras) e não contém os patógenos mais resistentes, como ovos de vermes parasitas.

### Restos de animais
As carcaças de animais podem ser compostadas como uma opção de descarte. Esse material é rico em nitrogênio.

#### Corpos humanos

Jurisdições nos Estados Unidos que legalizaram a compostagem humana

A compostagem humana é um processo para a disposição final de restos mortais humanos no qual os micróbios convertem um corpo falecido em composto. Também é chamada de redução orgânica natural (NOR) ou terramação.
Embora a decomposição natural de cadáveres humanos em solo seja uma prática antiga, um processo mais rápido que foi desenvolvido no início do século XXI envolve o enclausuramento de cadáveres humanos em lascas de madeira, palha e alfafa até que os micróbios termófilos decomponham o corpo. Dessa forma, a transformação pode ser acelerada para apenas 1 a 2 meses. O processo acelerado baseia-se em parte nas técnicas desenvolvidas para a compostagem de gado.
Embora a compostagem humana fosse comum antes das práticas modernas de sepultamento e em algumas tradições religiosas, a sociedade contemporânea tende a favorecer outros métodos de disposição. No entanto, a atenção cultural a preocupações como sustentabilidade e sepultamento ecologicamente correto levou a um ressurgimento do interesse na compostagem direta de corpos humanos. Algumas comunidades religiosas e culturais têm criticado essa prática moderna de compostagem, embora ela seja, em muitos aspectos, um retorno às práticas mais tradicionais. A compostagem humana é legal na Suécia e em vários estados dos EUA, e os sepultamentos naturais sem caixão ou com um recipiente biodegradável são práticas comuns nas tradições muçulmanas e judaicas e são permitidos no Reino Unido, nos EUA e em muitos outros locais do mundo.

## Tecnologias de compostagem

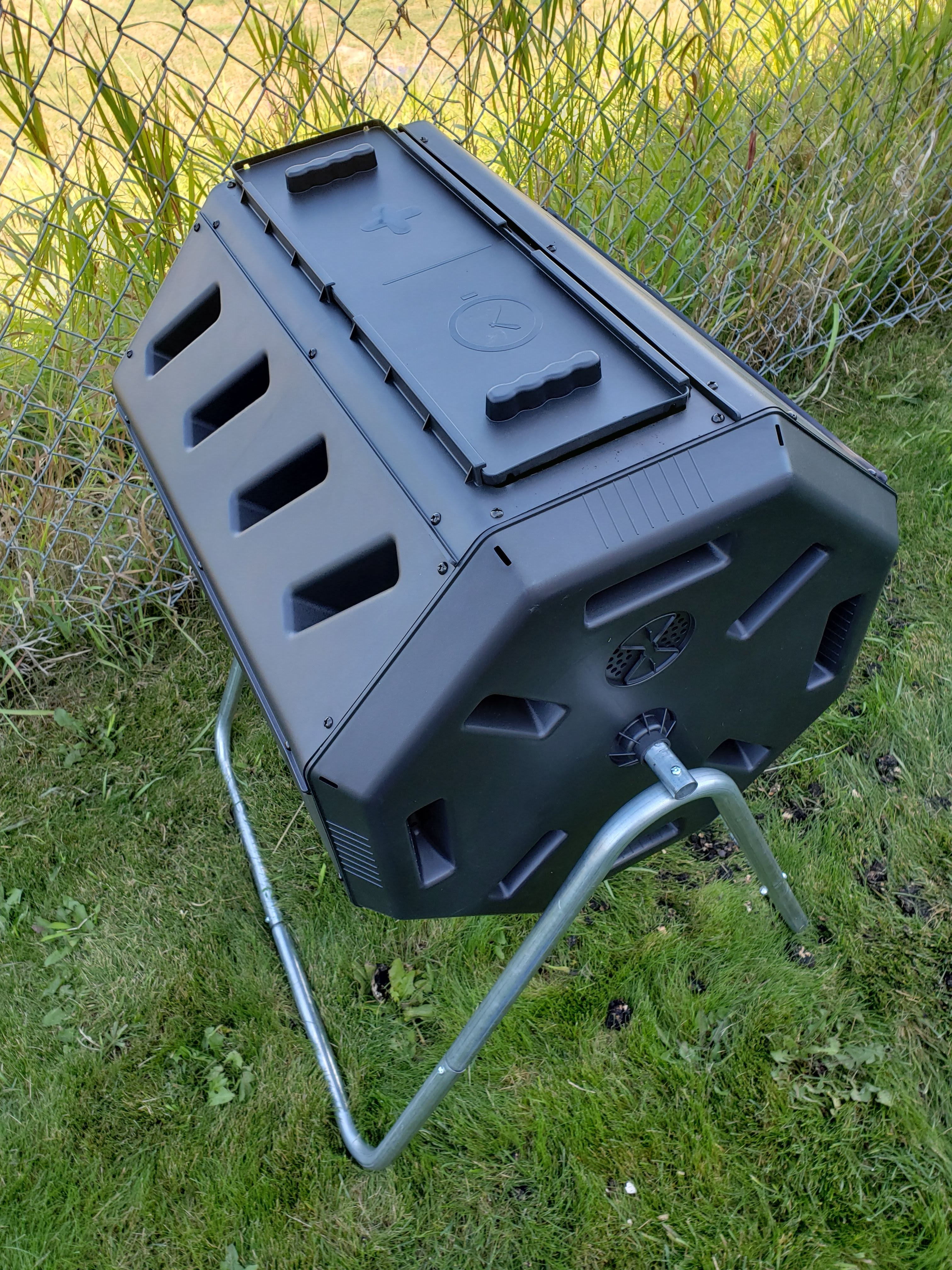
Composteira de quintal

### Compostagem em escala industrial

#### Compostagem em recipientes
A compostagem em recipiente geralmente descreve um grupo de métodos que confinam os materiais de compostagem dentro de uma construção, contêiner ou recipiente. Os sistemas de compostagem em recipiente podem consistir em tanques de metal ou plástico ou bunkers de concreto nos quais o fluxo de ar e a temperatura podem ser controlados, usando os princípios de um biorreator. Geralmente, a circulação de ar é medida por meio de tubos enterrados que permitem que o ar fresco seja injetado sob pressão, com a exaustão sendo extraída por meio de um biofiltro, com as condições de temperatura e umidade monitoradas por meio de sondas na massa para permitir a manutenção das condições ideais de decomposição aeróbica.
Essa técnica é geralmente usada para o processamento de resíduos orgânicos em escala municipal, incluindo o tratamento final de biossólidos de esgoto, para um estado estável com níveis seguros de patógenos, para recuperação como emenda do solo. A compostagem em recipiente também pode se referir à compostagem em pilha estática aerada com a adição de coberturas removíveis que envolvem as pilhas, como no sistema amplamente utilizado por grupos de agricultores na Tailândia, com o apoio da Agência Nacional de Desenvolvimento de Ciência e Tecnologia do país. Esses sistemas podem até mesmo usar lixeiras comuns como recipiente. A vantagem do uso de lixeiras roll-off é o custo relativamente baixo, a ampla disponibilidade, a alta mobilidade, o fato de geralmente não precisarem de licenças de construção e poderem ser obtidas por meio de aluguel ou compra.

#### Compostagem em pilha estática aerada
A compostagem em pilha estática aerada (ASP) refere-se a qualquer um dos vários sistemas usados para biodegradar o material orgânico sem manipulação física durante a compostagem primária. O aditivo misturado geralmente é colocado em uma tubulação perfurada, proporcionando circulação de ar para aeração controlada. Ela pode estar em leiras, abertas ou cobertas, ou em contêineres fechados. Com relação à complexidade e ao custo, os sistemas aerados são mais comumente usados por instalações de compostagem maiores e gerenciadas profissionalmente, embora a técnica possa variar de sistemas muito pequenos e simples a instalações industriais muito grandes e de capital intensivo.
As pilhas estáticas aeradas oferecem controle de processo para biodegradação rápida e funcionam bem para instalações que processam materiais úmidos e grandes volumes de matérias-primas. As instalações ASP podem ser operações de compostagem em leiras sob o telhado ou ao ar livre, ou compostagem em recipientes totalmente fechados, às vezes chamada de compostagem em túnel.

#### Compostagem em leiras

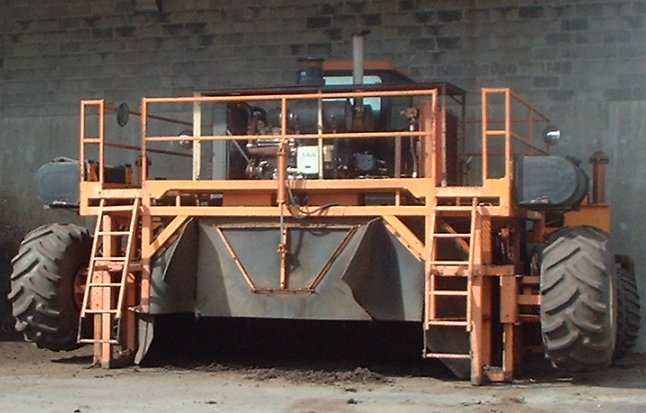
Virador de leira usado em pilhas de maturação em uma instalação de compostagem de biossólidos no Canadá

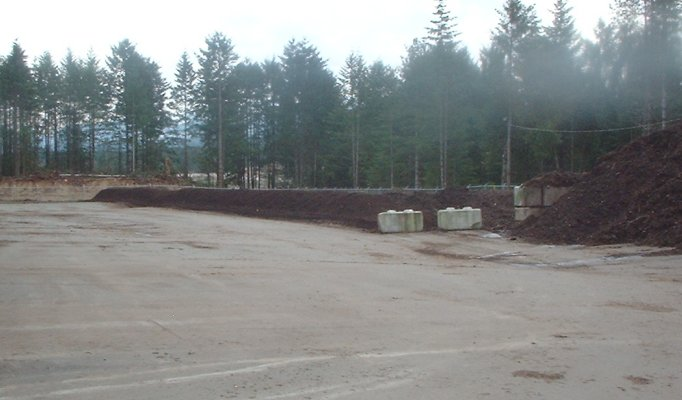
Leiras de maturação em uma instalação de compostagem em recipientes

Na agricultura, a compostagem em leiras é a produção de composto por meio do empilhamento de matéria orgânica ou resíduos biodegradáveis, como esterco de animais e resíduos de colheitas, em longas fileiras - leiras.
Como o processo é aeróbico, ele também é conhecido como Compostagem em Leiras Abertas (Open Windrow Composting - OWC) ou Compostagem em Leiras ao Ar Livre (Open Air Windrow Composting - OAWC).

### Outros sistemas em nível doméstico

#### Hügelkultur(canteiros ou montes de jardim elevados)

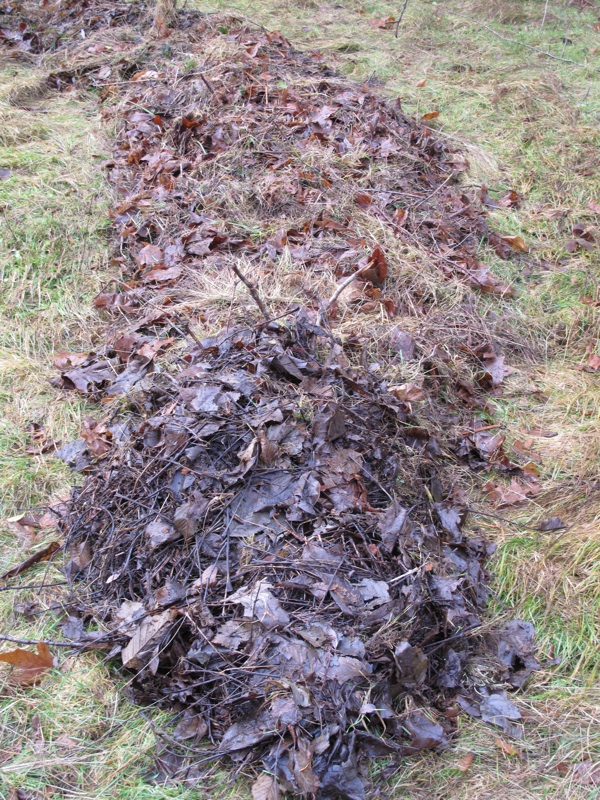
Um canteiro de hügelkultur quase concluído; o canteiro ainda não tem terra

A prática de fazer canteiros elevados ou montes cheios de madeira apodrecida também é chamada de Hügelkultur em alemão. Na verdade, trata-se da criação de um "tronco-enfermeira" coberto com solo.
Os benefícios dos canteiros de Hügelkultur incluem a retenção de água e o aquecimento do solo. A madeira enterrada age como uma esponja à medida que se decompõe, capaz de captar água e armazená-la para uso posterior pelas culturas plantadas no topo do canteiro.

#### Banheiros de compostagem

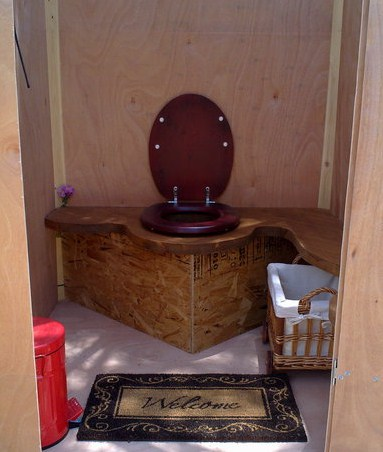
Banheiro de compostagem no Festival Activism 2010 nas montanhas fora de Jerusalém.

Um banheiro de compostagem é um tipo de banheiro seco que trata os resíduos humanos por meio de um processo biológico chamado compostagem. Esse processo leva à decomposição da matéria orgânica e transforma os resíduos humanos em material semelhante ao composto. A compostagem é realizada por microrganismos (principalmente bactérias e fungos) sob condições aeróbicas controladas. A maioria dos banheiros de compostagem não utiliza água para a descarga e, portanto, são chamados de "banheiros secos".
Em muitos projetos de banheiros de compostagem, um aditivo de carbono, como serragem, fibra de coco ou musgo de turfa, é adicionado após cada uso. Essa prática cria bolsas de ar nos dejetos humanos para promover a decomposição aeróbica. Isso também melhora a relação carbono/nitrogênio e reduz o possível odor. A maioria dos sistemas de banheiros de compostagem depende da compostagem mesofílica. Um tempo maior de retenção na câmara de compostagem também facilita a eliminação de patógenos. O produto final também pode ser transferido para um sistema secundário - geralmente outra etapa de compostagem - para dar mais tempo à compostagem mesofílica e reduzir ainda mais os patógenos.
Os banheiros de compostagem, juntamente com a etapa secundária de compostagem, produzem um produto final semelhante ao húmus que pode ser usado para enriquecer o solo, se as regulamentações locais permitirem. Alguns banheiros de compostagem têm sistemas de separação de urina no vaso sanitário para coletar a urina separadamente e controlar o excesso de umidade. Um vaso sanitário com vermifiltro é um vaso sanitário de compostagem com descarga de água em que minhocas são usadas para promover a decomposição do composto.

### Tecnologias relacionadas
- O vermicomposto (também chamado de húmus de minhoca) é o produto final da decomposição da matéria orgânica pelas minhocas.[59] Foi demonstrado que essas fundições contêm níveis reduzidos de contaminantes e uma maior saturação de nutrientes do que os materiais orgânicos antes da vermicompostagem.[60]
- As larvas da mosca-soldado negra (Hermetia illucens) são capazes de consumir rapidamente grandes quantidades de material orgânico e podem ser usadas para tratar dejetos humanos. O composto resultante ainda contém nutrientes e pode ser usado para a produção de biogás ou para a compostagem tradicional ou vermicompostagem.[61][62]
- O Bokashi é um processo de fermentação e não de decomposição e, portanto, retém os teores de energia, nutrientes e carbono da matéria-prima. Deve haver carboidrato suficiente para que a fermentação seja concluída e, portanto, o processo é normalmente aplicado a resíduos alimentares, inclusive itens não compostáveis. O carboidrato é transformado em ácido lático, que se dissocia naturalmente para formar lactato, um transportador de energia biológica. O resultado preservado é, portanto, prontamente consumido pelos micróbios do solo e, a partir daí, por toda a cadeia alimentar do solo, levando a um aumento significativo do carbono orgânico e da turbação do solo. O processo é concluído em semanas e a acidez do solo volta ao normal.
- A co-compostagem é uma técnica que processa resíduos sólidos orgânicos juntamente com outros materiais de entrada, como lodo fecal desidratado ou lodo de esgoto.[10]
- A digestão anaeróbica combinada com a classificação mecânica de fluxos de resíduos mistos está sendo cada vez mais usada nos países desenvolvidos devido às regulamentações que controlam a quantidade de matéria orgânica permitida nos aterros sanitários. O tratamento de resíduos biodegradáveis antes que eles entrem em um aterro sanitário reduz o aquecimento global causado pelo metano; os resíduos não tratados se decompõem anaerobicamente em um aterro sanitário, produzindo gases que contém metano, um potente gás de efeito estufa. O metano produzido em um digestor anaeróbico pode ser usado como biogás.[63]

## Usos

### Agricultura e jardinagem

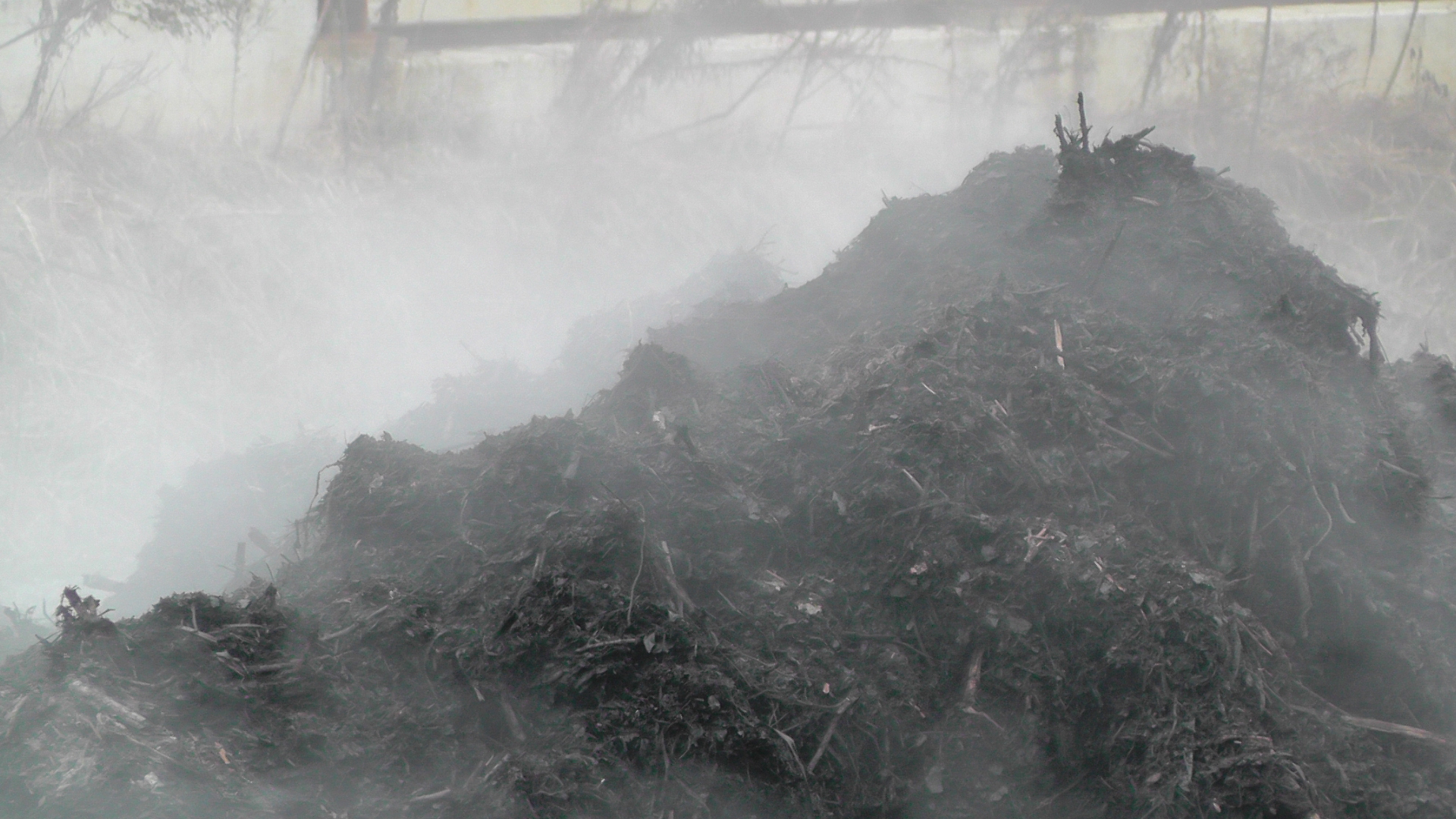
Composto usado como fertilizante

Em terrenos abertos para o cultivo de trigo, milho, soja e culturas semelhantes, o composto pode ser espalhado pela parte superior do solo usando caminhões espalhadores ou espalhadores puxados por um trator. Espera-se que a camada seja muito fina (aproximadamente 6 mm) e que seja incorporada no solo antes do plantio. Taxas de aplicação de 25 mm ou mais não são incomuns quando se tenta reconstruir solos pobres ou controlar a erosão. Devido ao custo extremamente alto do composto por unidade de nutrientes nos Estados Unidos, o uso na fazenda é relativamente raro, pois taxas acima de 10 toneladas/hectare podem não ser acessíveis. Isso resulta de uma ênfase excessiva na "reciclagem de matéria orgânica" em vez de "nutrientes sustentáveis". Em países como a Alemanha, onde a distribuição e o espalhamento do composto são parcialmente subsidiados nas taxas originais de resíduos, o composto é usado com mais frequência em terreno aberto, com base na premissa da "sustentabilidade" dos nutrientes.
Na olericultura, morangos, tomates, pimentões, melões e outras frutas e legumes são cultivados sob plástico para controlar a temperatura, reter a umidade e controlar as ervas daninhas. O composto pode ser colocado em faixas (aplicado em tiras ao longo das fileiras) e incorporado ao solo antes da formação dos canteiros e do plantio, aplicado ao mesmo tempo em que os canteiros são construídos e o plástico é colocado, ou usado como cobertura.
Muitas culturas não são semeadas diretamente no campo, mas são iniciadas em bandejas de sementes em uma estufa. Quando as mudas atingem um determinado estágio de crescimento, elas são transplantadas para o campo. O composto pode fazer parte da mistura usada para cultivar as mudas, mas normalmente não é usado como o único substrato de plantio. O cultivo específico e a sensibilidade das sementes a nutrientes, sais, etc. determinam a proporção da mistura, e a maturidade é importante para garantir que não ocorra privação de oxigênio ou que não haja fito-toxinas remanescentes.
O composto pode ser adicionado ao solo, à fibra de coco ou à turfa, como um melhorador de solo, fornecendo húmus e nutrientes. Ele fornece um meio de crescimento rico como material absorvente. Esse material contém umidade e minerais solúveis, que fornecem suporte e nutrientes. Embora raramente seja usado sozinho, as plantas podem florescer com a mistura de solo, areia, cascalho, lascas de casca de árvore, vermiculita, perlita ou grânulos de argila para produzir substratos mais francos. O composto pronto para ser usado como aditivo é marrom-escuro ou até mesmo preto com cheiro de terra.
Em geral, a semeadura direta em um composto não é recomendada devido à velocidade com que ele pode secar, à possível presença de fitotoxinas no composto imaturo que podem inibir a germinação, e à possível ligação do nitrogênio pela lignina incompletamente decomposta. É muito comum ver misturas de 20-30% de composto usadas para transplantar mudas.
O composto pode ser usado para aumentar a imunidade das plantas a doenças e pragas.

#### Chá de composto
O chá de composto é composto de extratos de água fermentada lixiviados de materiais compostados. Os compostos podem ser aerados ou não aerados, dependendo do processo de fermentação. Os chás de composto são geralmente produzidos com a adição de composto à água em uma proporção de 1:4 - 1:10, ocasionalmente agitados para liberar os micróbios.
Há um debate sobre os benefícios da aeração da mistura. O chá de composto não aerado é mais barato e exige menos mão de obra, mas há estudos conflitantes sobre os riscos de fitotoxicidade e de recrescimento de patógenos humanos. O chá de composto aerado fermenta mais rapidamente e gera mais micróbios, mas tem potencial para o recrescimento de patógenos humanos.
Estudos de campo demonstraram os benefícios da adição de chás de composto às culturas devido à entrada de matéria orgânica, maior disponibilidade de nutrientes e aumento da atividade microbiana. Também foi demonstrado que eles têm um efeito supressor sobre patógenos de plantas e doenças transmitidas pelo solo. A eficácia é influenciada por vários fatores, como o processo de preparação, o tipo de fonte, as condições do processo de fermentação e o ambiente das culturas. A adição de nutrientes ao chá de composto pode ser benéfica para a supressão de doenças, embora possa desencadear o crescimento de patógenos humanos como E. coli e Salmonella.

#### Extrato de composto
Os extratos de composto são extratos não fermentados ou não fermentados de conteúdo de composto lixiviado dissolvido em qualquer solvente.

#### Venda comercial
O composto é vendido como misturas para vasos ensacadas em centros de jardinagem e outros pontos de venda. Isso pode incluir materiais compostados, como esterco e turfa, mas também é provável que contenha argila, fertilizantes, areia, cascalho etc. As variedades incluem compostos multiuso projetados para a maioria dos aspectos do plantio, formulações da John Innes, sacos de cultivo, projetados para que culturas como tomates sejam plantadas diretamente neles. Há também uma variedade de compostos especializados disponíveis, por exemplo, para legumes, orquídeas, plantas domésticas, cestas suspensas, rosas, plantas ericáceas, mudas, envasamento, etc.

#### Outros
O composto também pode ser usado para recuperação de terras e córregos, construção de áreas úmidas e cobertura de aterros sanitários.
As temperaturas geradas pelo composto podem ser usadas para aquecer estufas, por exemplo, ao serem colocadas ao redor das bordas externas.

## Regulações

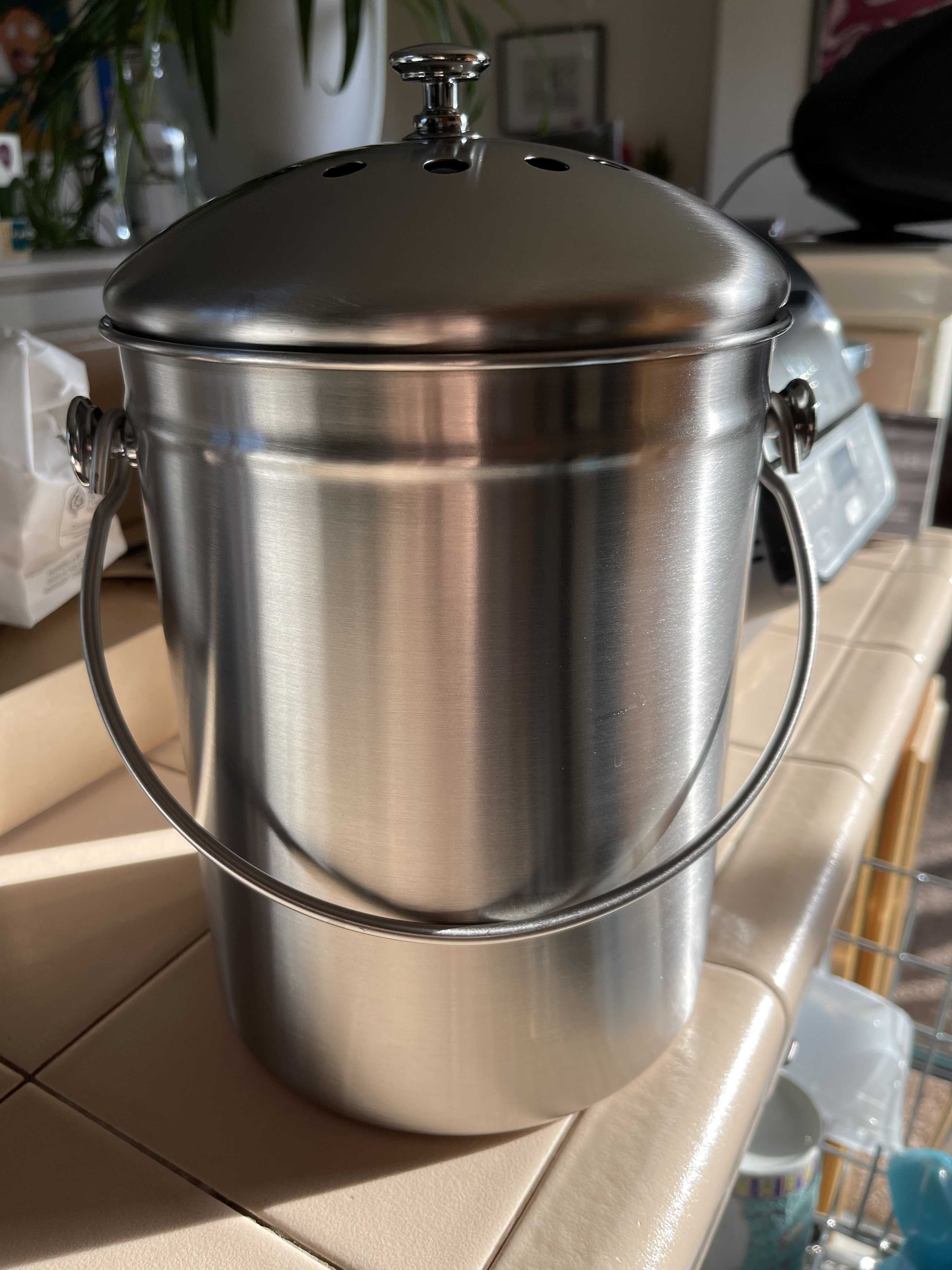
Uma caixa de compostagem de cozinha é usada para transportar itens compostáveis para uma caixa de compostagem externa

Existem diretrizes de processos e produtos na Europa que datam do início da década de 1980 (Alemanha, Holanda, Suíça) e apenas mais recentemente no Reino Unido e nos EUA. Nesses dois países, associações comerciais privadas do setor estabeleceram padrões vagos, alguns dizem que como medida paliativa para desencorajar agências governamentais independentes a estabelecer padrões mais rígidos e favoráveis ao consumidor. O composto também é regulamentado no Canadá e na Austrália.
As diretrizes de Classe A e B da EPA nos Estados Unidos foram desenvolvidas exclusivamente para gerenciar o processamento e a reutilização benéfica do lodo, também chamado de biossólido, após a proibição do despejo no oceano pela EPA dos EUA. Cerca de 26 estados americanos agora exigem que os compostos sejam processados de acordo com esses protocolos federais para controle de patógenos e vetores, embora a aplicação a materiais que não sejam de lodo não tenha sido testada cientificamente. Um exemplo disso é que os compostos de resíduos verdes são usados em taxas muito mais altas do que as previstas para a aplicação de compostos de lodo. Também existem diretrizes do Reino Unido com relação à qualidade do composto, bem como do Canadá, da Austrália, e de vários estados europeus.
Nos Estados Unidos, alguns fabricantes de composto participam de um programa de testes oferecido por uma organização privada de lobby chamada Conselho de Compostagem dos EUA (USCC). O USCC foi originalmente criado em 1991 pela Procter & Gamble para promover a compostagem de fraldas descartáveis, seguindo as determinações estaduais de proibir fraldas em aterros sanitários, o que causou um alvoroço nacional. Por fim, a ideia de compostagem de fraldas foi abandonada, em parte porque não foi comprovada cientificamente sua possibilidade e, principalmente, porque o conceito era um golpe de marketing. Depois disso, a ênfase da compostagem voltou a ser a reciclagem de resíduos orgânicos anteriormente destinados a aterros sanitários. Não há padrões de qualidade genuínos nos Estados Unidos, mas o USCC vende um selo chamado Selo de Garantia de Testes (também chamado de "STA"). Por uma taxa considerável, o solicitante pode exibir o logotipo do USCC nos produtos, concordando em fornecer voluntariamente aos clientes uma análise laboratorial atualizada que inclui parâmetros como nutrientes, taxa de respiração, teor de sal, pH e outros indicadores limitados.
Muitos países, como o País de Gales, e algumas cidades, como Seattle e São Francisco, exigem que os resíduos de alimentos e de quintal sejam separados para compostagem (Portaria Obrigatória de Reciclagem e Compostagem de São Francisco).
Os EUA são o único país ocidental que não distingue o composto de origem de lodo do composto verde e, por padrão, 50% dos estados americanos esperam que os compostos cumpram de alguma forma a regra federal EPA 503 promulgada em 1984 para produtos de lodo.
Há preocupações com os níveis de risco à saúde dos PFASs ("produtos químicos eternos") no composto derivado de biossólidos de esgoto, e a EPA não estabeleceu padrões de risco à saúde para isso. O Sierra Club recomenda que os jardineiros evitem o uso de adubo e composto à base de lodo de esgoto, em parte devido aos níveis potencialmente altos de PFASs. A iniciativa PFAS Strategic Roadmap da EPA, que vai de 2021 a 2024, considerará o ciclo de vida completo dos PFASs, incluindo os riscos à saúde dos PFASs no lodo de esgoto.

## História
A compostagem remonta, pelo menos, ao início do Império Romano e foi mencionada já na obra De Agri Cultura, de Catão, o Velho, de 160 a.C. Tradicionalmente, a compostagem envolvia o empilhamento de materiais orgânicos até a próxima estação de plantio, quando os materiais já teriam se decomposto o suficiente para estarem prontos para uso no solo. A vantagem desse método é que é necessário pouco tempo de trabalho ou esforço por parte do compositor e ele se encaixa naturalmente nas práticas agrícolas em climas temperados. As desvantagens (da perspectiva moderna) são que o espaço é usado por um ano inteiro, alguns nutrientes podem ser lixiviados devido à exposição à chuva, e os organismos e insetos produtores de doenças podem não ser adequadamente controlados.
A compostagem começou a se modernizar um pouco a partir da década de 1920 na Europa como uma ferramenta para a agricultura orgânica. A primeira estação industrial para a transformação de materiais orgânicos urbanos em composto foi estabelecida em Wels, Áustria, no ano de 1921. Os primeiros defensores da compostagem na agricultura incluem Rudolf Steiner, fundador de um método de agricultura chamado biodinâmica, e Annie Francé-Harrar, que foi nomeada em nome do governo do México e apoiou o país em 1950-1958 na criação de uma grande organização de húmus na luta contra a erosão e a degradação do solo. Sir Albert Howard, que trabalhou extensivamente na Índia em práticas sustentáveis, e Lady Eve Balfour também foram grandes defensores da compostagem. A compostagem foi importada para os Estados Unidos por pessoas como:
- J. I. Rodale - fundador da Rodale, Inc. Jardinagem Orgânica[97]
- Paul Keene - fundador da Walnut Acres, na Pensilvânia
- Scott e Helen Nearing - inspiraram o movimento de volta à terra da década de 1960.